# Сотниковка (Киевская область)
Сотнико́вка (укр. Сотниківка) — село, входит в Яготинский район Киевской области Украины. До установления советской власти относилась к Полтавской губернии ,Пирятенскому уезду.
Население по переписи 2001 года составляло 1068 человек. По состоянию на 2023 год составляло 739 человек. Почтовый индекс — 07711. Телефонный код — 4575. Занимает площадь 6,4 км². Код КОАТУУ — 3225586501.

## Местный совет
07711, Київська обл., Яготинський р-н, с. Сотниківка, вул. Миру, 56